# Love Train
Love Train is een nummer van de Amerikaanse soulgroep The O'Jays uit 1973. Het is de derde single van hun zesde studioalbum Back Stabbers.
De tekst roept op tot eenheid en wereldvrede. "'Love Train' was ons eerste nummer met een boodschap", zei O'Jays-zanger Walter Williams tegen The Guardian. Het nummer werd een grote hit in Amerika, waar het de eerste positie bereikte in de Billboard Hot 100. Hoewel de plaat Nederland slechts de 13e positie in de Tipparade bereikte, geniet het wel bekendheid en wordt het tot op de dag van vandaag nog regelmatig gedraaid.

## Tracklijst
7"-single
1. "Love Train" - 2:59
2. "Who Am I" - 3:23